# الجزيرة هذا الصباح
الجزيرة هذا الصباح هو عرض صباحي يسعى أن يرسم بدايات إيجابية لليوم عبر فقرات متنوعة تقترب أكثر من اهتمامات الناس في المجالات المختلفة.

## المحتوى
يقدم العرض الصباحي الأخبار السياسية ضمن نشرات موجزة ويتضمن أخبار الرياضة والصحافة والإعلام الاجتماعي والأحوال الجوية فضلا عن فقرات الثقافة والطب والتغذية والتفكير الإيجابي والتراث والفنون والزراعة والبيئة وقضايا الشباب المرأة والطفل دون إغفال طرح قضايا حياتية واجتماعية من الواقع مع السعي لتفاعل أكبر مع شريحة السادة المشاهدين.
الجزيرة هذا الصباح تجربة جديدة للجزيرة من حيث المواضيع وقوالب التقديم هدفها الاقتراب من الإنسان ومحاكاة طموحاته وأحلامه بغد أفضل. 